# Ojos-Albos
Ojos-Albos ist ein Ort und eine zentralspanische Gemeinde (municipio) mit 96 Einwohnern (Stand: 2024) in der Provinz Ávila in der Autonomen Region Kastilien-León. 

## Lage
Ojos-Albos befindet sich in den nördlichen Ausläufern der Sierra de Gredos gut 13 Kilometer ostnordöstlich von Ávila in einer Höhe von 1225 m. Durch die Gemeinde führt die Autopista AP-51. Das Klima im Winter ist kühl, im Sommer dagegen trotz der Höhenlage durchaus warm; der Regen fällt – mit Ausnahme der nahezu regenlosen Sommermonate – verteilt übers ganze Jahr.

## Bevölkerungsentwicklung
| Jahr      | 1970 | 1981 | 1991 | 2001 | 2011 | 2021 |
| Einwohner | 122  | 31   | 38   | 50   | 62   | 84   |

## Sehenswürdigkeiten

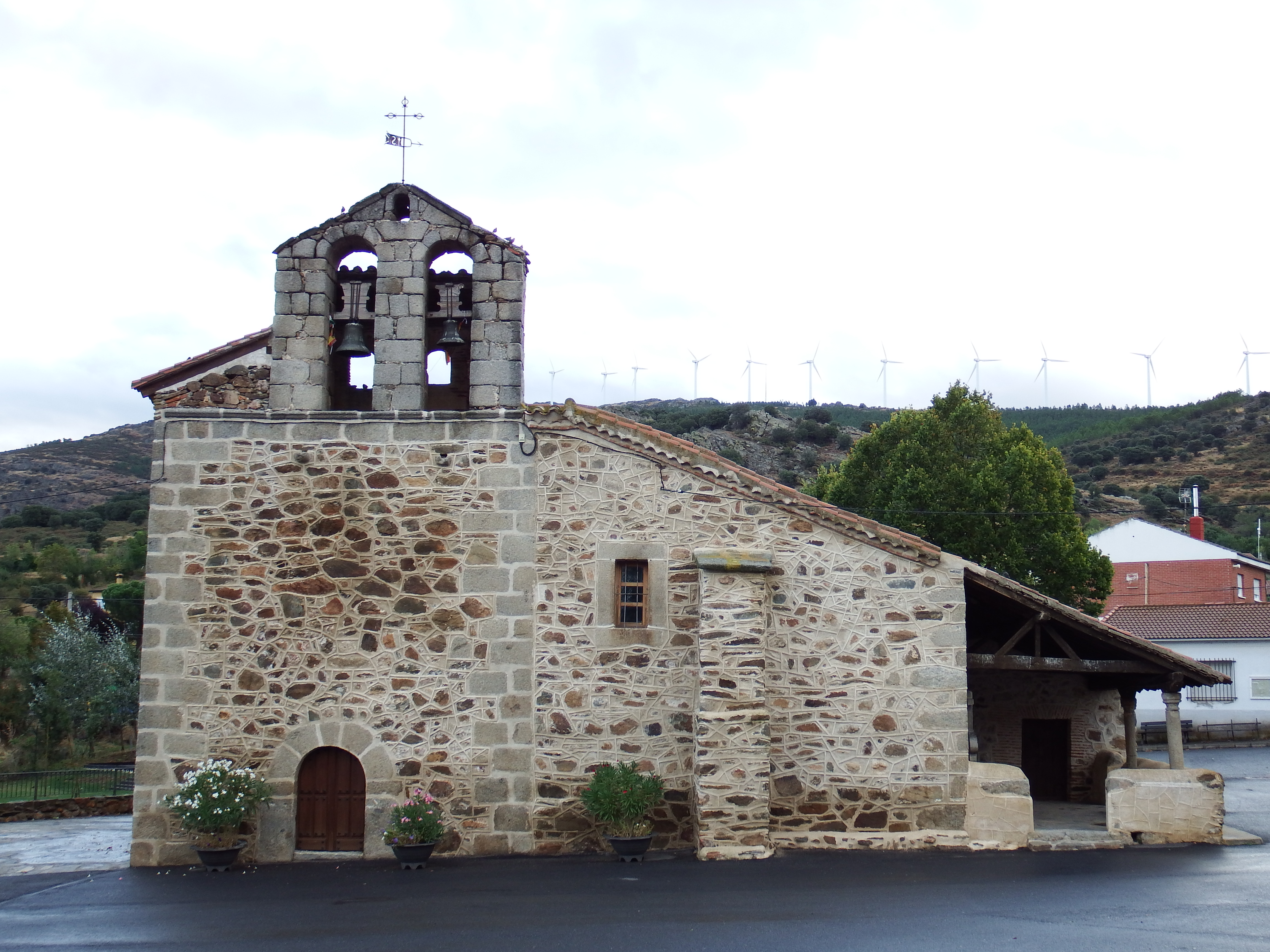
Felsmalereien
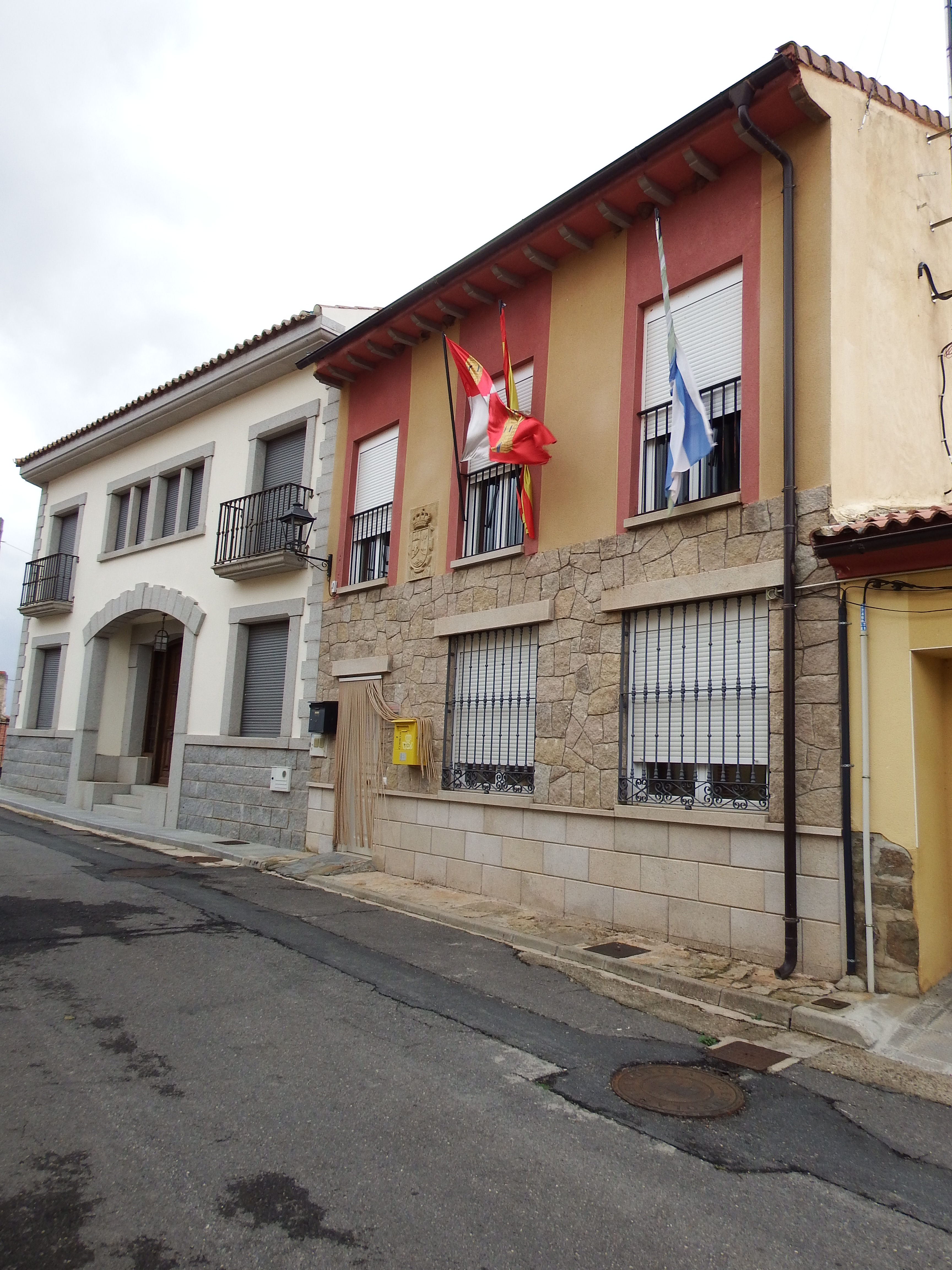
Kirche der Unbefleckten Empfängnis

- Kirche der Unbefleckten Empfängnis
- Rathaus